# Posterunek obserwacyjny
Posterunek obserwacyjny (PO) –  doraźnie zorganizowany element rozpoznawczy, zdobywający informacje o przeciwniku naziemnym i powietrznym, terenie, o uderzeniach bronią masowego rażenia i skażeniach.
Prowadzi się z niego obserwację, a w warunkach ograniczonej widoczności stosuje podsłuch. Wykorzystuje się też przyrządy rozpoznania skażeń. Posterunkowi wyznacza sektor obserwacji.
Jego zadaniem jest wykrywanie oraz określanie położenia celów przeciwnika, a także ustalaniu zmian położenia i działalności obiektów wykrytych wcześniej, Podczas podsłuchiwania wykrywanie obecności obiektu i ustalanie jego położenia odbywa się na podstawie identyfikowania cech akustycznych oraz określania miejsca rozmieszczenia źródła dźwięku.
W natarciu wyznacza się ruchome posterunki obserwacyjne (RPO).

## Wyposażenie

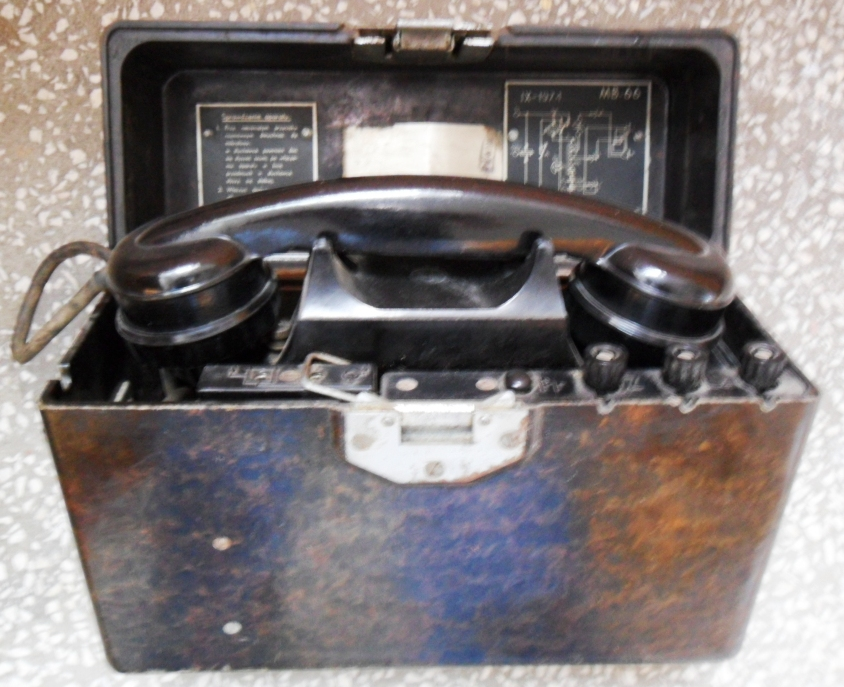
Telefon polowy

- przyrządy obserwacyjne (pokładowe przyrządy obserwacyjno-celownicze, lornetka, kątomierz-busola, urządzenia radiolokacyjne)
- przyrządy do wykrywania uderzeń bronią masowego rażenia oraz rozpoznania skażeń i indywidualne środki ochrony przed skażeniami
- środki łączności i alarmowania (telefon polowy, radiostacja, gong)
- dokumenty ewidencji wyników obserwacji (szkic obserwacji oraz dziennik obserwacji i podsłuchiwania)
- przedmioty pomocnicze (busola, zegarek, latarka lub świeczka, linijka, kątomierz, cyrkiel, blok meldunkowy, wzory dokumentów, tabele sygnałowe, zdjęcia obiektów przeciwnika, tabele widzialności i tabela słyszalności)